# Ryan Peak
Der Ryan Peak ist ein 810 m hoher Berg auf Horseshoe Island vor der Fallières-Küste des Grahamlands auf der Antarktischen Halbinsel. Er ragt 1,5 km östlich des Penitent Peak auf.
Der Falkland Islands Dependencies Survey (FIDS) nahm zwischen 1955 und 1957 Vermessungen vor. Das UK Antarctic Place-Names Committee benannte ihn 1959 auf Vorschlag des britischen Geographen Derek Searle. Namensgeber ist Francis Bernard Ryan (* 1934), Meteorologe des FIDS auf Horseshoe Island im Jahr 1956, der sich im Frühjahr jenes Jahres auf einem Eishang an diesem Berg eine komplizierte Beinfraktur zugezogen hatte.